# Udea inquinatalis
Udea inquinatalis là một loài bướm đêm trong họ Crambidae.